# Yuji Sakuda
Yuji Sakuda (作田 裕次 Sakuda Yuji?, nacido el 4 de diciembre de 1987 en Ishikawa) es un futbolista japonés que se desempeña como defensa.

## Trayectoria

### Clubes
| Club              | País  | Año         |
| ----------------- | ----- | ----------- |
| Mito HollyHock    | Japón | 2010        |
| Oita Trinita      | Japón | 2011 - 2012 |
| Montedio Yamagata | Japón | 2013        |
| Zweigen Kanazawa  | Japón | 2014 -      |

## Estadística de carrera

### J. League
| Club              | Año   | J. League | J. League | Copa J. League | Copa J. League | Total | Total |
| Club              | Año   | Part.     | Goles     | Part.          | Goles          | Part. | Goles |
| ----------------- | ----- | --------- | --------- | -------------- | -------------- | ----- | ----- |
| Mito HollyHock    | 2010  | 36        | 2         | -              | -              | 36    | 2     |
| Oita Trinita      | 2011  | 17        | 1         | -              | -              | 17    | 1     |
| Oita Trinita      | 2012  | 23        | 1         | -              | -              | 23    | 1     |
| Montedio Yamagata | 2013  | 15        | 0         | -              | -              | 15    | 0     |
| Zweigen Kanazawa  | 2014  | 33        | 2         | -              | -              | 33    | 2     |
| Zweigen Kanazawa  | 2015  | 40        | 5         | -              | -              | 40    | 5     |
| Zweigen Kanazawa  | 2016  | 32        | 2         | -              | -              | 32    | 2     |
| Zweigen Kanazawa  | 2017  | 34        | 0         | -              | -              | 34    | 0     |
| Total             | Total | 230       | 13        | 0              | 0              | 230   | 13    |